# Prosopocera fossulata
Prosopocera fossulata là một loài bọ cánh cứng trong họ Cerambycidae.